# Johannes Nibling
Johannes Nibling (* um 1463 in Volkach; † 1526 in Ebrach) war bis etwa 1524 Prior im Zisterzienserkloster Ebrach. Daneben betätigte er sich als Schriftsteller und Historiker.

## Leben
Johannes Nibling wurde um 1463 in der fränkischen Stadt Volkach geboren. Über die Familie des späteren Priors ist nichts bekannt, allerdings tauchten auch in späteren Jahrhunderten Mitglieder der Familie Nibling in Volkach auf. Die schulische Ausbildung des Johannes Nibling liegt ebenso im Dunklen. Nibling begann nach seinem Eintritt in die Zisterzienserabtei Ebrach im Steigerwald ein Studium an der Universität Heidelberg.
In Heidelberg erwarb Nibling zunächst einen Abschluss in den Freien Künsten, ehe er sein Bakkalaureat in Theologie absolvierte. Zurück in Ebrach stieg der junge Akademiker schnell auf. Zunächst lehrte er Theologie an der klostereigenen Hochschule in Ebrach, bis er um 1500 zum Prior der Abtei gewählt wurde, ein Amt, das er insgesamt etwa 24 Jahre lang bekleidete. 1510 sandte man ihn zusammen mit dem Propst Johannes Pandler von St. Gangolf an den Reichstag in Augsburg, wo ihm von Kaiser Maximilian die Rechte Ebrachs bestätigt wurden.
Während seines Priorats begann Nibling vier Bände, die sogenannten Compilationes (Zusammenstellungen), über die Geschichte des Klosters zu verfassen. Der vierte Band blieb unvollendet und wurde nach dem Tod des Priors von seinen Nachfolgern Andreas Denzer bzw. eines gewissen Heppenstein fertig geschrieben. Ende Oktober 1511 besuchte der Prior zusammen mit Abt Johannes Leiterbach das Kloster Bildhausen und führte dort eine Visitation durch. Als Visitator stellte er auch den neuen Bildhäuser Abt Kilian dem Würzburger Fürstbischof vor.
Wegen seines fortgeschrittenen Alters gab Nibling im Jahr 1524 das Amt des Priors von Ebrach auf und wurde Propst im Kloster Schönau bei Gemünden. Dort blieb er allerdings nur kurz, weil sich sein Gesundheitszustand dramatisch verschlechterte. Im Jahr 1526 starb Nibling im Alter von 63 Jahren entweder in Ebrach oder im Nürnberger Klosterhof der Abtei. Er wurde in der Klosterkirche bestattet und mit einem Epitaph geehrt. Erst 1879 entdeckte Pius Wittmann die Compilationes wieder.

## Werke
- Series abbatum monasterii Eberacensis. Ebrach o. J.
- Compilationes. Vier Bände. Ebrach um 1514.